# Identidades trans en la Alemania nazi

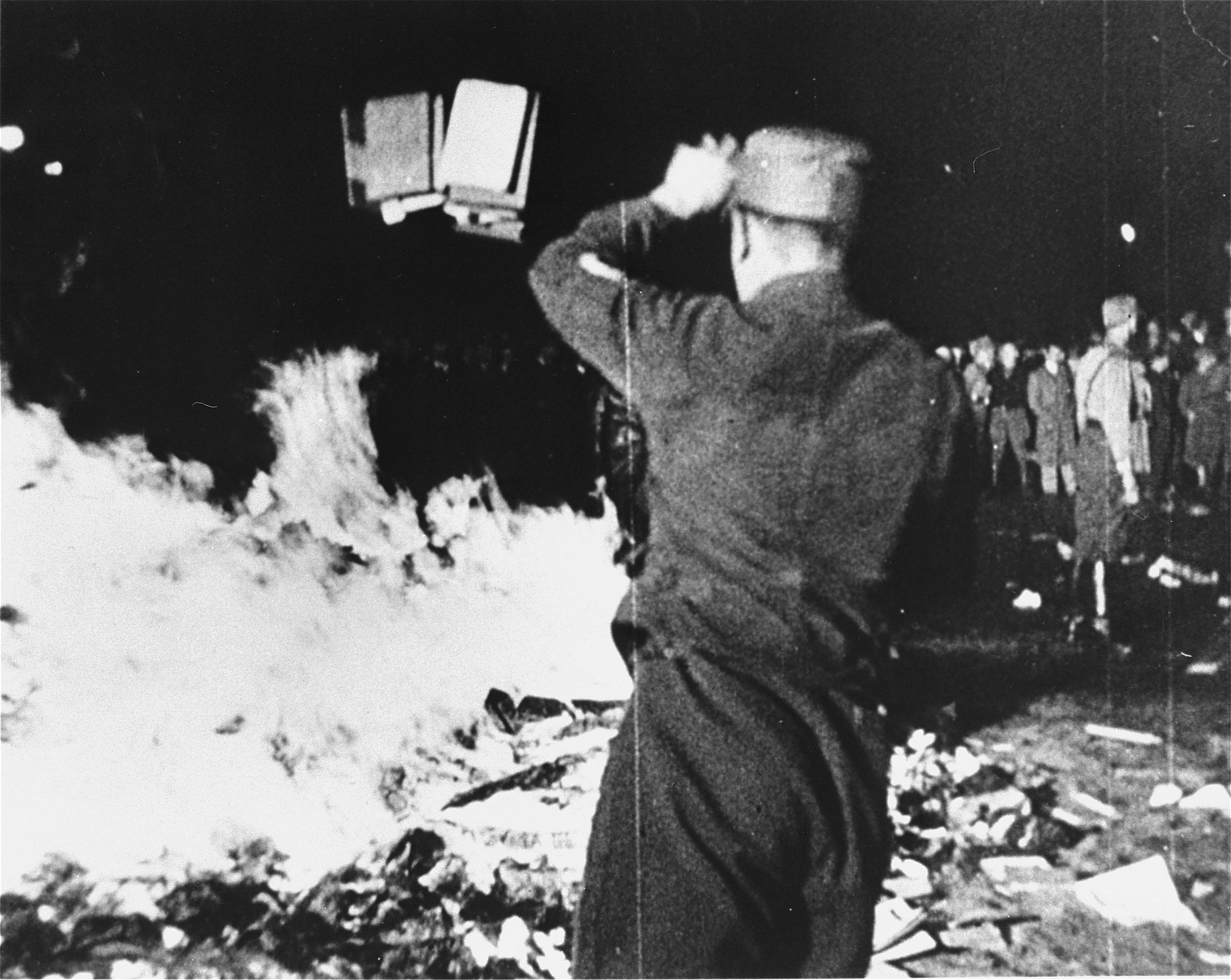
El 10 de mayo de 1933 decenas de miles de libros, incluidos los extraídos del Instituto de Ciencias Sexuales, son quemados en la plaza Bebelplatz.

En la Alemania nazi (1933 a 1945), las personas trans fueron perseguidas, excluidas de la vida pública, obligadas a detransicionar a la fuerza, encarceladas y asesinadas en campos de concentración. Aunque entraban en juego diversos factores que tenían el potencial de mitigar sus circunstancias, entre ellos si eran consideradas arias, heterosexuales con respecto al género que se les había asignado al nacer, o capaces de realizar un trabajo útil, el estado nazi despojó en gran medida a las personas trans de su existencia legal.
Bajo el Imperio Alemán (de 1871 a 1918) y la República de Weimar (de 1918 a 1933), existieron leyes como el artículo 183 que se utilizaron para procesar a personas trans; sin embargo, estas leyes se aplicaron de manera inconsistente, lo que a menudo dejó a las personas trans vulnerables a las decisiones arbitrarias de agentes de policía individuales. En 1908, gracias al apoyo de Magnus Hirschfeld, Alemania instituyó la posibilidad de que las personas trans obtuvieran certificados de travesti, lo que las protegía de consecuencias legales por ser trans en público. Desde 1918, el final de la Primera Guerra Mundial, hasta 1933, las personas trans disfrutaron de libertades y derechos sin precedentes. Tuvieron lugar grandes avances en la medicina trans gracias al Institut für Sexualwissenschaft (del alemán, «Instituto de Ciencias Sexuales») y la cultura trans floreció en Berlín.
Sin embargo, tras el golpe de Estado de Prusia de 1932 y la toma del poder de los nazis en 1933, los movimientos trans, los lugares de reunión e instituciones, como el primer movimiento homosexual, los clubes nocturnos Eldorado y el Institut für Sexualwissenschaft, fueron disueltos, a menudo mediante el uso de la fuerza. Las personas trans fueron objeto de una renovada aplicación de los artículos 175 y 183, y sus certificados de travesti fueron revocados o simplemente ignorados. Tanto libros como textos relacionados con la historia trans o su salud fueron destruidos por considerarse «antialemanes».
Las personas trans fueron encarceladas y asesinadas en campos de concentración, aunque se desconoce el número exacto de víctimas. Según la historiadora Laurie Marhoefer, «el estado nazi reservó su peor violencia para las mujeres trans». Según el Museo del Patrimonio Judío, el gobierno alemán «atacó brutalmente a la comunidad trans, deportando a muchas personas trans a campos de concentración y aniquilando estructuras comunitarias llenas de vida».

## Terminología
La palabra alemana transexualismus (tdl. ‘transexualismo’, término conocido en castellano como transexualidad) fue acuñada por primera vez en 1923 por Magnus Hirschfeld, pero no se generalizaría hasta 30 años después con el trabajo de Harry Benjamin. El término trans, un cognado inglés-alemán, no fue acuñado hasta 1965 y no fue ampliamente aceptado como término universal hasta la década de 1990.Antes de eso, el término travesti (tdl. ‘transvestido’) se utilizaba para referirse a personas transfemeninas, y el término travestitin (tdl. ‘transvestida’) se utilizaba para referirse a personas transmasculinas. En parte debido a que no se generalizó ningún término alternativo, la mayoría de las personas trans occidentales de este período se autoidentificaban como «travestis». La literatura moderna sobre el tema utiliza en gran medida el término «trans» para describir de forma más precisa la identidad de género de estas personas. Según Joanne Meyerowitz y otros académicos del tema, es difícil, o incluso imposible, saber qué pronombres habrían preferido las personas trans o travestis de estos tiempos y, como tal, es una práctica común usar pronombres que se alineen con lo que se conoce de su expresión de género (es decir, el pronombre «él» para personas con una expresión de género considerada más masculina y el pronombre «ella» para personas con una expresión de género considerada más femenina).

## Contexto histórico

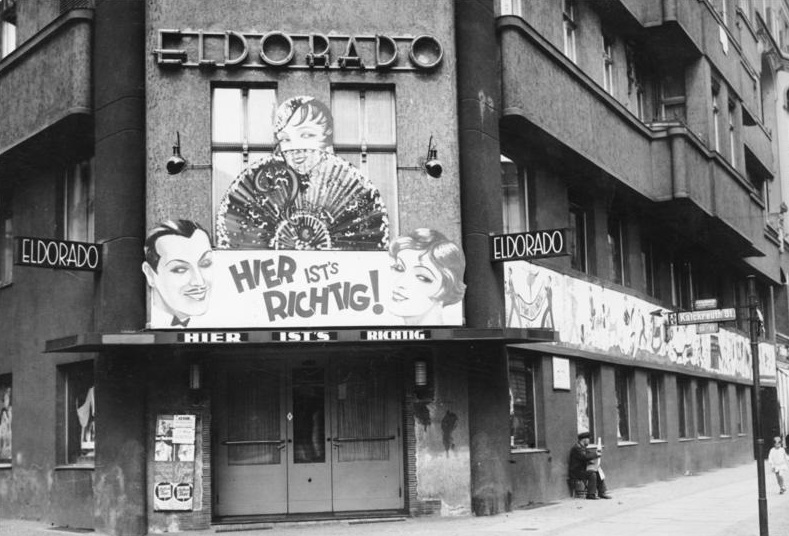
Uno de los famosos clubes nocturnos Eldorado de Berlín, que a menudo contaba con artistas trans y permitía travestirse, bajo el lema Hier ist's richtig! («¡Aquí está bien!»).

Durante la República de Weimar, el gobierno presente en Alemania desde el final de la Primera Guerra Mundial en 1918 hasta que Adolf Hitler ascendió al poder en 1933, las personas trans disfrutaron de derechos y libertades sin precedentes en Europa en ese momento, y se lograron muchos avances en el campo de la medicina trans. La figura clave en estos avances fue el médico y sexólogo judío-alemán Magnus Hirschfeld, quien fundó tanto el Comité Científico Humanitario en 1897 (la principal asociación dedicada a la despenalización de la homosexualidad) como el Institut für Sexualwissenschaft (del alemán, «Instituto de Ciencias Sexuales») en 1919. Otros activistas notables de los derechos de las personas trans de la época fueron Friedrich Radszuweit, un editor y autor que fundó la Bund für Menschenrecht (del alemán, «Federación de Derechos Humanos») para defender los derechos de las personas homosexuales y las personas trans en 1920, y Max Spohr, uno de los primeros editores en imprimir contenido LGBTQ+ en sus publicaciones.

### Situación social

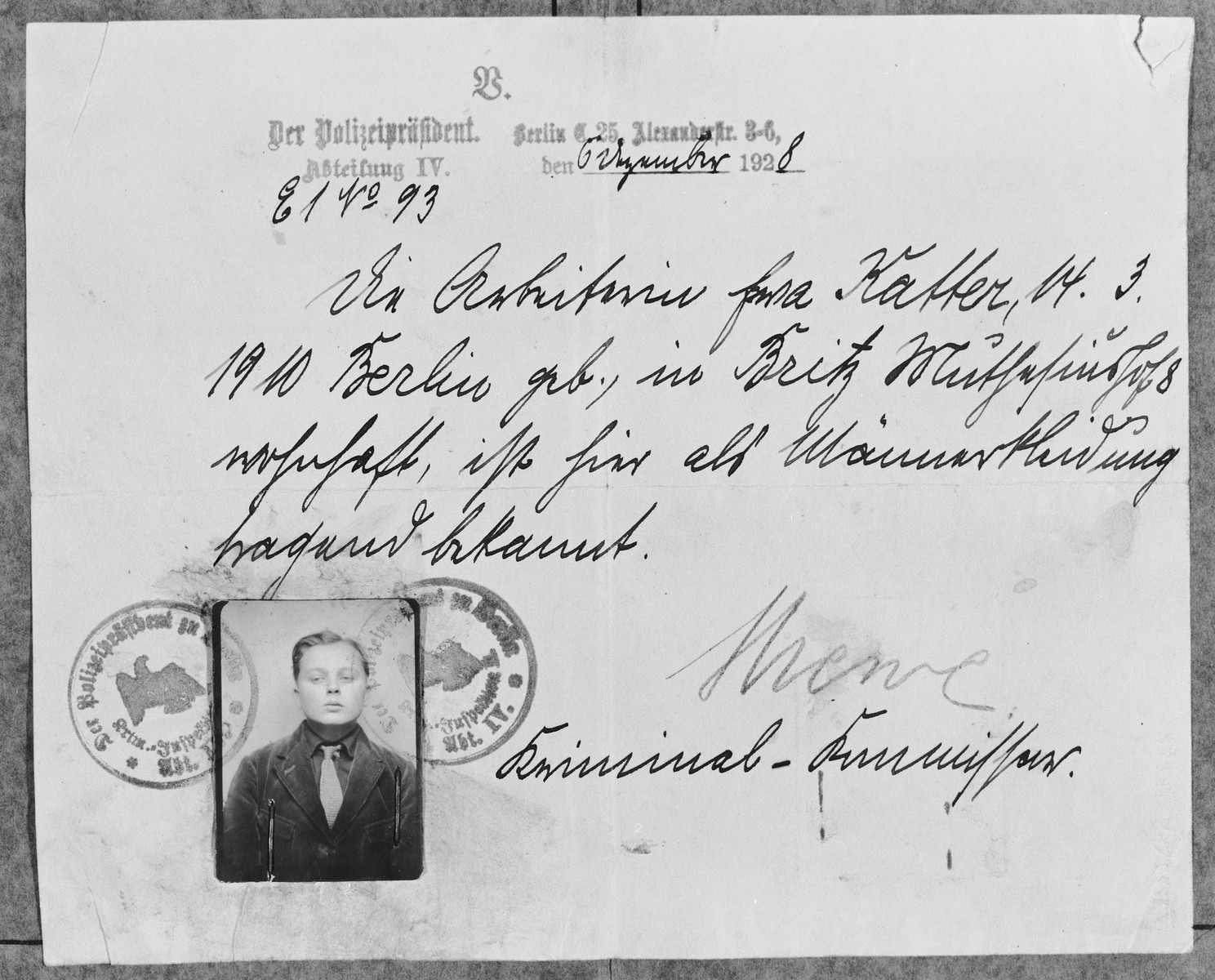
Un certificado de travesti emitido a nombre de Gerd Katter por la policía de Berlín en 1928.

Bajo el Imperio alemán, antes de la Primera Guerra Mundial, no había ninguna ley que prohibiera explícitamente ser trans, a diferencia de la prohibición explícita de la homosexualidad entre hombres presente en el artículo 175 del Código Penal alemán. El artículo 183 prohibía el travestismo público, que junto con el artículo 360 (una ley en contra de las molestias públicas) se utilizaba en ocasiones contra personas trans; sin embargo, estas leyes sólo podrían aplicarse si se determinaba que había tenido lugar algún tipo de desorden público. Además, en la práctica estas leyes no podían aplicarse a las personas trans que mostraban passing respecto su género real. Estas cualidades a menudo condujeron a una aplicación desigual de las leyes, y las personas abiertamente trans o de género queer en Alemania vivieron bajo la constante amenaza de enfrentarse a cargos legales por capricho de los agentes de policía alemanes. En 1908, Hirschfeld discutió el asunto con la policía de Berlín y los convenció de permitir que las personas trans obtuvieran certificados de travesti para evitar consecuencias legales por travestirse, uno de los primeros ejemplos conocidos de reconocimiento legal para las personas trans.
En gran parte debido a las leyes menos restrictivas y a la cultura amigable con el colectivo LGBTQ+ de Berlín en los años 1920, conocidos como los «Años Dorados», la cultura trans comenzó a florecer en la ciudad, y Berlín se hizo conocida como la capital queer del mundo. En 1930 la editorial Friedrich Radszuweit publicó en Berlín la primera revista trans del mundo, Das 3. Geschlecht, al igual que Die Freundin, una revista lésbica que a menudo publicaba artículos para mujeres trans. En respuesta a la defensa de Hirschfeld y otras personas pertenecientes al primer movimiento homosexual, la República de Weimar llegó incluso a permitir cambios legales de nombre para las personas trans.
Berlín también fue notable en este período por su vida nocturna queer y sus clubes de cabaret de transformistas. Entre los más reconocidos se encontraban los Eldorado, pero también había lugares menos famosos como el Mikado en los que se podía ver a artistas trans. Eldorado era el nombre de al menos cinco clubes conocidos en Berlín que presentaban artistas trans y eran un lugar de reunión popular para la comunidad LGBTQ+ de Berlín, aunque también eran frecuentados por clientes heterosexuales a los que se daba la bienvenida por igual. El primero de estos clubes fue inaugurado en marzo de 1924 por Ludwig Konjetschni, quien luego fue propietario de tres locales bajo el nombre de Eldorado, de los cuales se sabe que al menos dos estaban dirigidos específicamente al público homosexual. Los clubes Eldorado eran conocidos mundialmente y atraían turismo internacional a la ciudad. Aunque los clubes estaban mayoritariamente concentrados en Berlín, se sabe que otros clubes similares con artistas trans existieron en la mayoría de las ciudades alemanas principales durante este período:
- Hannover: A principios de los años 1930 existía en Hannover un club Eldorado, el único club conocido que utilizaba el nombre Eldorado fuera de Berlín, pero cerró tras solo seis meses de funcionamiento.[28]
- Colonia: En el club Dornröschen actuaron artistas trans bajo los nombres de Tilla y Resi.[29]
- Hamburgo: Se conocen varios lugares de entretenimiento seguros para las personas trans.[29]

### Avances médicos

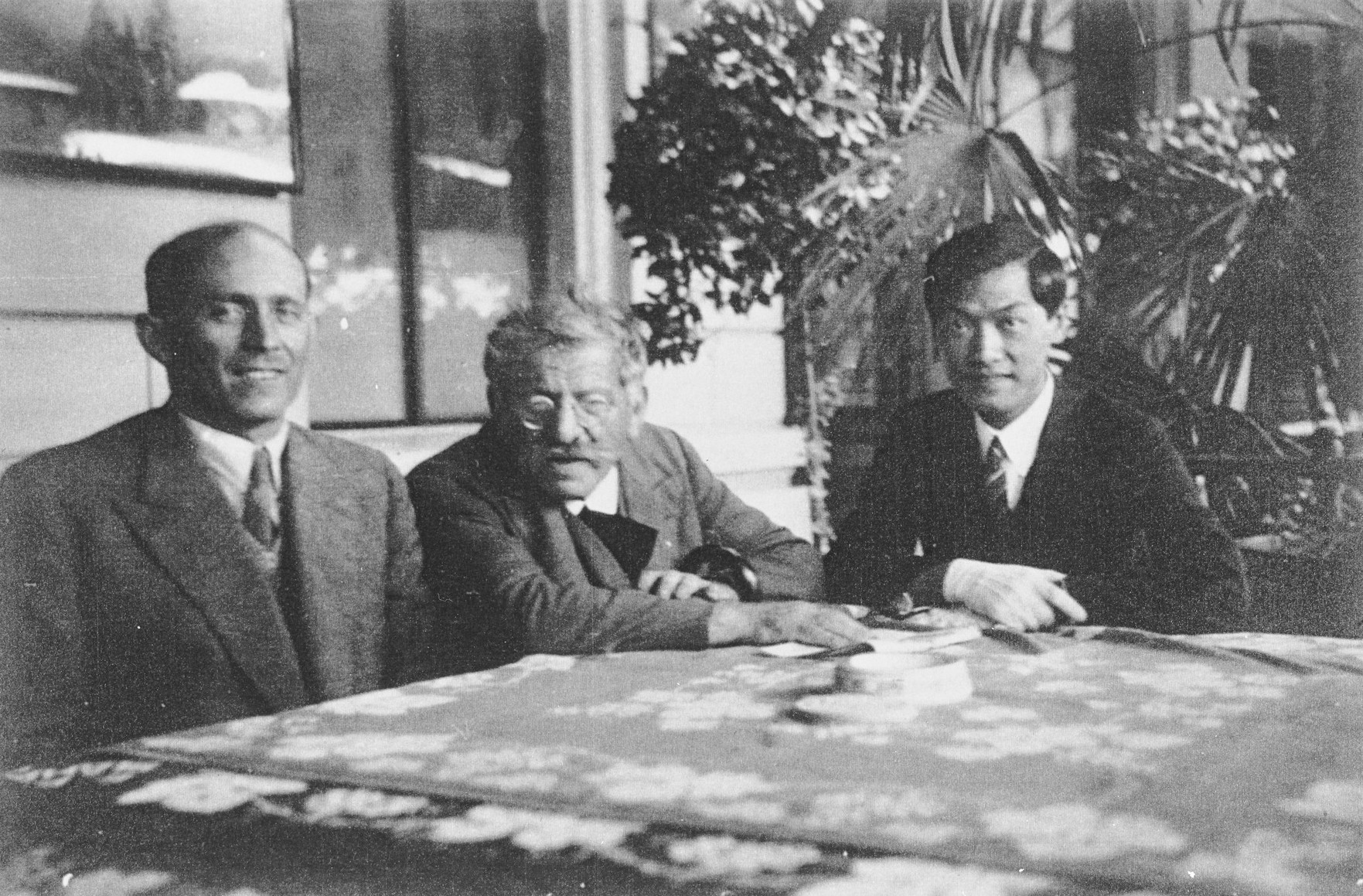
Bernhard Schapiro, Magnus Hirschfeld y Li Shiu Tong en Berlín (principios de la década de 1930).

Además de contar con una cultura de mayor aceptación, Berlín se convirtió en un centro pionero en la investigación en medicina trans. El Institut für Sexualwissenschaft, ubicado en Berlín, llevó a cabo algunos de los primeros estudios académicos sobre medicina trans, y se le atribuyen algunos de los primeros tratamientos de reafirmación de género, entre ellos la terapia de reemplazo hormonal. Ludwig Levy-Lenz, Erwin Gohrbandt y otros cirujanos asociados con el Instituto realizaron cirugías de reafirmación de género, incluidas las primeras versiones de cirugía de feminización facial y cirugía de reafirmación de género en mujeres trans, así como cirugía de masculinización facial, cirugía para masculinizar el torso, histerectomías y ooforectomías en hombres trans. Dora Richter, la primera mujer trans que se sabe que recibió una cirugía de reafirmación de género, se sometió a ella a través del Instituto, al igual que Lili Elbe, Toni Ebel, Gerd Katter y muchas otras personas trans notables de este período. Según Levy-Lenz, durante el tiempo que pasó en el Instituto: «Nunca había operado a pacientes más agradecidos».
El Instituto recopiló muchos datos sobre la identidad trans a través de entrevistas, encuestas y estudios clínicos, y su investigación fue una de las primeras en diferenciar la identidad de género de la orientación sexual. En su investigación para el Instituto, Hirschfeld se refirió a las personas trans como «travestis totales» o «travestis extremos» ya en la década de 1920, diferenciándolos notablemente de los transformistas, además de afirmar su creencia de que a nivel biológico había personas que mostraban «características que no encajaban en categorías heterosexuales o binarias». El Instituto también era uno de los pocos centros que contrataba a personas abiertamente trans, que a menudo necesitaban trabajo, como recepcionistas o empleadas domésticas. Tanto Toni Ebel como Dora Richter encontraron empleo en el Instituto de esta manera.

### Oposición inicial
El movimiento homosexual y el Instituto fueron blanco frecuente de conservadores como el partido nazi y las iglesias católica y protestante, quienes los acusaron de «degeneración», de ir en contra de los valores familiares y de promover ideas «anti-alemanas». Un objetivo particular de la oposición conservadora fueron las publicaciones y revistas LGBT, que fueron clasificadas junto con revistas pornográficas como «literatura obscena». Movimientos conservadores promovieron leyes como la Ley de Publicaciones Perjudiciales de 1926 para intentar limitar o regular el contenido de estas publicaciones.
El propio Hirschfeld también fue blanco de ataques políticos y de la prensa. Un artículo de un periódico nacionalista celebró una agresión física que sufrió en Múnich en 1921, amenazando con que «la próxima vez se le podría aplastar el cráneo». En 1929, Der Stürmer lo representó en una caricatura de Philipp Rupprecht y lo atacó por sus ideas sobre el sexo, así como por su orientación sexual y su origen judío.

## Saqueo delInstitut für Sexualwissenschaft

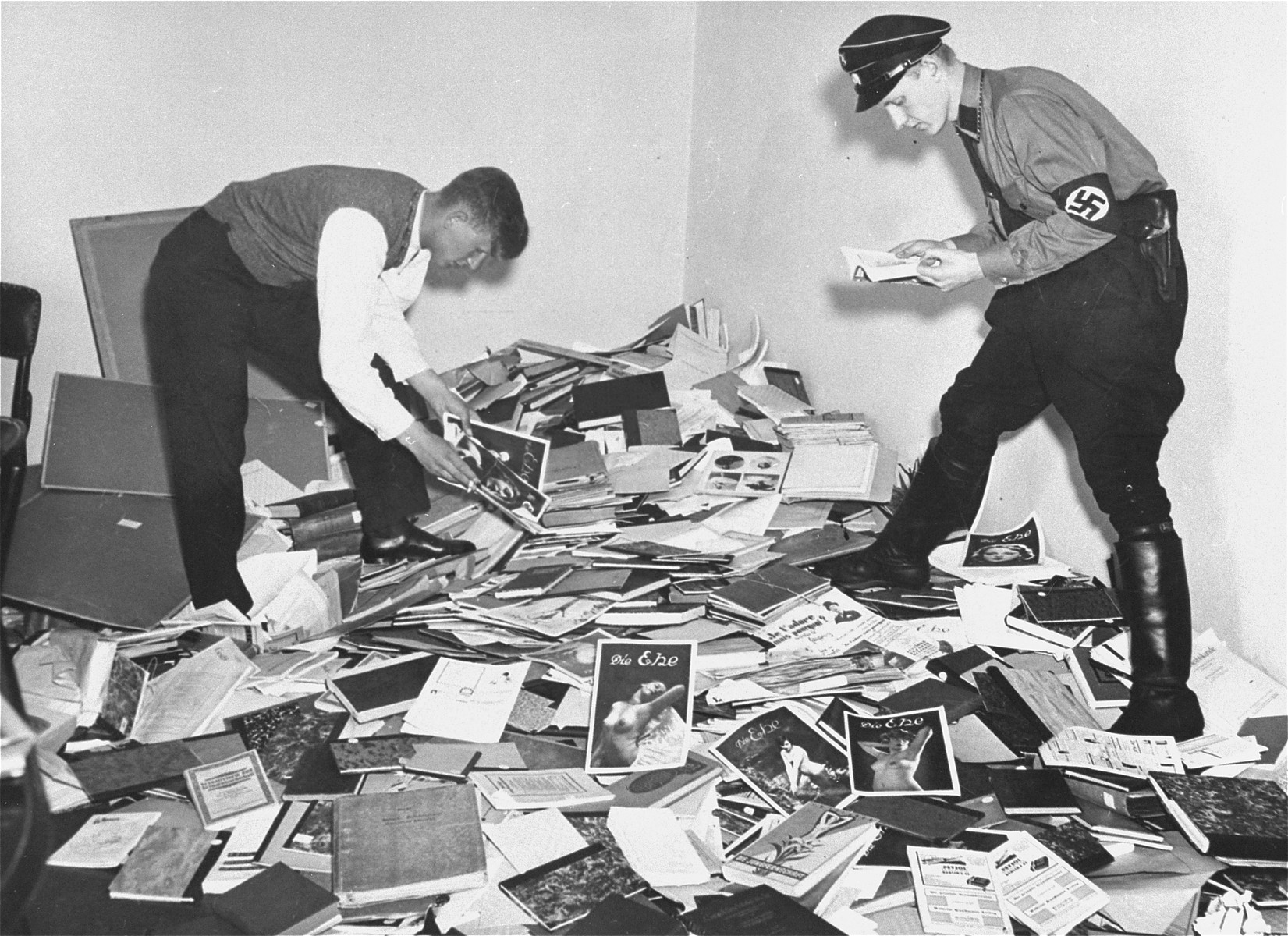
Un miembro del Sturmabteilung y un estudiante examinan materiales tomados de la biblioteca personal de Magnus Hirschfeld, el director del Instituto de Ciencias Sexuales, el 6 de mayo de 1933, el día en que el Instituto fue asaltado y destruido.

El principio del fin de los Años Dorados de Berlín llegó el 29 de julio de 1932, cuando Franz von Papen orquestó el golpe de estado prusiano de 1932 y tomó el control del Estado Libre de Prusia como Comisario del Reich. Berlín formaba parte de Prusia, y Papen, un católico conservador, comenzó a aplicar con mayor rigor el Artículo 175 y otras leyes contra la homosexualidad y el travestismo en la región. El gobierno de Papen intentó clausurar por completo las imprentas que publicaban «literatura obscena», aunque los tribunales mostraron reticencia a colaborar con los intentos de condena, por lo que la iniciativa para cerrar las publicaciones se detuvo temporalmente.
El 30 de enero de 1933, Adolf Hitler, líder del partido nazi, llegó al poder como Canciller de Alemania. Su gobierno reprimió los movimientos homosexuales y trans en Alemania. El 6 de mayo de 1933 un grupo de estudiantes que pertenecían a la Liga Nacional Socialista de Estudiantes Alemanes, acompañados por una banda de música, marcharon al Institut für Sexualwissenschaft. Tras no encontrar a Hirschfeld, quien se encontraba en el extranjero los estudiantes procedieron a gritar "Brenne Hirschfeld!" ("¡Quemen a Hirschfeld!") mientras saqueaban y vandalizaban el Instituto, arrancando cuadros de las paredes, derramando tinteros sobre las alfombras y destruyendo exposiciones mientras la banda tocaba fuera. Algunos estudiantes posaron para fotos propagandísticas en medio de la destrucción. Esa misma tarde, la Sturmabteilung (milicia del partido nazi) llegó y confiscó sistemáticamente el material del Instituto, entre ellos miles de libros y documentos de su biblioteca y archivo. Los únicos documentos que se salvaron fueron los miles de cuestionarios médicos recopilados por Hirschfeld, ya sea porque el personal del Instituto logró convencer a la milicia de que se trataban de simples perfiles médicos, o porque eran demasiados para ser procesados por el Instituto. Se cree que Dora Richter fue asesinada en el ataque, aunque las circunstancias de su muerte siguen siendo inciertas.
El Instituto fue cerrado y nunca volvería a abrirse. Cuatro días después, el 10 de mayo de 1933, hasta 25.000 de los libros del Instituto, muchos de los cuales contenían conocimientos únicos sobre la historia y la medicina trans, fueron quemados en la plaza Bebelplatz. Hirschfeld permaneció exiliado en Francia en lugar de regresar a Alemania para ser perseguido como hombre judío homosexual, y falleció en 1935. Su imagen sería posteriormente reproducida para su uso en la propaganda nazi, citándolo como un judío prototípico. Tras el cierre del Instituto algunos de sus empleados, como Ludwig Levy-Lenz (que también era judío), huyeron de Alemania en busca de la seguridad del exilio. Sin embargo, otros antiguos empleados del Instituto, entre ellos Erwin Gohrbandt, pasaron a colaborar con el régimen nazi. Gohrbandt se unió a la Luftwaffe como asesor médico y más tarde contribuyó a la experimentación en seres humanos en el campo de concentración de Dachau, donde personas trans como las que él trató alguna vez fueron mantenidas prisioneras y asesinadas.

## Las opiniones nazis sobre las personas trans
Las mujeres trans en la Alemania nazi eran consideradas por la ley y las fuerzas del orden como hombres travestidos, y con frecuencia eran arrestadas y juzgadas bajo el mismo artículo 175 que los hombres homosexuales. Sin embargo, Laurie Marhoefer señala que «los funcionarios nazis no simplemente consideraban a las mujeres trans como hombres homosexuales». Bodie Ashton, profesor de historia de Alemania y LGBTQ+ en la Universidad de Erfurt, ha descrito de manera similar la comprensión del gobierno nazi sobre las personas trans como «ampliamente inconsistente», citando el caso de la mujer trans Liddy Bacroff, en el que los funcionarios que trataron con ella la describieron en gran medida en términos femeninos y con gramática femenina, a pesar de que la acusaban del delito de ser un hombre homosexual.
En muchos casos, el travestismo se consideraba un factor agravante en los procesos por homosexualidad, lo que provocaba que las mujeres trans enfrentaran sentencias más severas que si hubieran sido consideradas únicamente hombres homosexuales, aunque las personas trans podían ser perseguidas incluso si las autoridades nazis no las clasificaban como homosexuales. Una creencia extendida en Alemania en ese período sostenía que las personas trans eran inherentemente engañosas por vivir sus vidas «disfrazadas», lo que llevó a algunos ciudadanos a denunciarlas ante el gobierno nazi.

## La vida trans bajo el régimen nazi

### Persecución
Según el Museo del Patrimonio Judío, el gobierno nazi «atacó brutalmente a la comunidad trans, deportando a muchas personas trans a campos de concentración y eliminando estructuras comunitarias llenas de vida». Las personas trans (en particular las mujeres trans) a menudo fueron perseguidas en virtud del mismo artículo 175 que se utilizó para atacar a los hombres homosexuales, aunque existen casos conocidos de personas acusadas solo en virtud del artículo 183, una ley de indecencia pública que se utilizó para prohibir el travestismo. El gobierno nazi cerró varias revistas publicadas por personas trans, aunque algunas como Das 3. Geschlecht ya habían cesado en 1933 tras la muerte de Friedrich Radszuweit en marzo de 1932. Bajo las órdenes de Franz von Papen, en el verano de 1932 se llevaron a cabo una serie de redadas contra bares LGBTQ+, y se anunció que estos lugares ya no podrían adquirir permisos de baile. Se cree que todos los clubes nocturnos de Eldorado habían cerrado a principios de 1933. Bajo el régimen nazi, la gran mayoría de los cerfiticados de travesti otorgados a personas trans bajo el régimen de Weimar fueron revocados o, en muchos casos, simplemente ignorados por la policía.
La raza también influyó en el trato que recibían las personas trans bajo el régimen nazi. Según el historiador Zavier Nunn, las personas trans podían evitar lo peor de la violencia nazi si se las consideraba arias y heterosexuales (es decir, se sentían atraídas exclusivamente por el sexo opuesto al que se les había asignado al nacer). Además, sus circunstancias podían mitigarse si eran capaces de realizar un trabajo útil. Nunn ofrece un estudio de caso particular de una lesbiana trans conocida como R., a quien los nazis consideraban aria, heterosexual y buena trabajadora, que fue arrestada en 1938, pero fue liberada tras dos años de prisión bajo el supuesto de que detransicionaría. R. renegó, continuó con sus comportamientos inconformistas y en 1941 fue arrestada de nuevo. El 10 de noviembre de 1941, R. fue trasladada al Centro Médico de Berlín-Wittenau para ser sometida a una terapia de conversión para poder "convertirse en un miembro activo de la Volksgemeinschaft ". Permaneció en Wittenau hasta su muerte por presunto suicidio el 12 de marzo de 1943.

### Encarcelamiento en campos de concentración
Muchas personas trans fueron encarceladas y asesinadas en campos de concentración nazis, aunque se desconoce con exactitud cuantas fueron asesinadas o murieron como resultado de sus malos tratos. En particular, dado que las mujeres trans heterosexuales eran consideradas por los nazis como un subconjunto o una variación de los hombres homosexuales —una sexualidad cuya manifestación en Alemania los nazis pretendían suprimir por completo—, fueron especialmente perseguidas. Incluso en los casos en que las personas trans no fueron asesinadas ni encarceladas en campos de concentración, se les prohibió, con pocas excepciones, ser trans en la vida pública, y existe al menos un caso registrado de una persona trans alemana que fue llevada al suicidio debido a su detransición forzada. Algunos distritos y comisarías tomaron medidas específicas contra las personas trans; por ejemplo, el 11 de noviembre de 1933, la ciudad de Hamburgo emitió una orden específica a su departamento de policía para «observar a los travestis en particular y, según fuera necesario, enviarlos a campos de concentración».
La historiadora Laurie Marhoefer ha señalado que «el estado nazi reservaba su peor violencia para las mujeres trans». Kurt von Ruffin, prisionero gay y superviviente del campo de concentración de Dachau, recordó de manera similar cómo «los funcionarios del campo a menudo trataban a las personas trans con especial desprecio». A las mujeres trans que ingresaban al campo las desnudaban y luego las humillaban, insultaban y golpeaban. En una ocasión, recordada por Ruffin, una mujer trans fue encarcelada en Dachau y obligada a desvestirse. Los guardias del campo de concentración la introdujeron a la fuerza en una letrina sucia hasta que se ahogó.
Lucy Salani fue la única persona trans italiana conocida que sobrevivió al encarcelamiento en campos de concentración, incluido el del Dachau. Falleció en 2023. Al menos una mujer trans austriaca, conocida como Bella P., fue encarcelada en un campo de concentración tras ser condenada en virtud de una ley que tipificaba la «fornicación contra natura». Otra mujer trans, conocida simplemente como «H. Bode», fue asesinada en el campo de concentración de Buchenwald.
La mujer trans alemana y trabajadora sexual Liddy Bacroff presentó una solicitud de castración «voluntaria» el 4 de abril de 1938, tras ser arrestada por travestismo y tener una cita en un restaurante con un hombre. Reincidente en la infracción de las leyes alemanas contra la homosexualidad y la prostitución, incluido el artículo 175, Bacroff solicitó «ser curada de mi pasión enfermiza que me ha llevado al camino de la prostitución». Fue examinada por Wilhelm Reuss, un médico forense del Departamento de Salud de Hamburgo, quien concluyó que «H. es completamente travesti [...]. En consecuencia [...] todos sus modales son femeninos e infantiles y tiene voz de eunuco». Además especuló que la castración solo envalentonaría a Barcroff, ya que ella nunca fue la persona penetrante en su trabajo sexual. El informe de Reuss fue efectivamente una sentencia de muerte. Bacroff fue posteriormente enviada a prisión y, a fines de 1942, fue transferida al campo de concentración de Mauthausen, donde fue asesinada el 6 de enero de 1943.
Los hombres trans también fueron objeto de persecución en la Alemania nazi, aunque su trato difería en algunos aspectos del de las mujeres trans, y algunos incluso pudieron continuar con sus vidas públicamente. Un hombre trans, conocido por los apodos masculinos «Kleener» y «Dicker» fue arrestado por travestismo en agosto de 1940, pero fue liberado tras prometer usar ropa de mujer en público. Un cartero conocido como Gerd W., un hombre trans, solicitó en 1940 la restitución de su certificado de travesti tras no sentirse feliz intentando vivir como mujer. Aunque no le restituyeron su pase de travesti, se le permitió vestirse como hombre siempre que no mantuviera relaciones sexuales con mujeres. A otro hombre trans, Gerd Kubbe, le revocaron su pase de travesti en 1933. Fue arrestado en enero de 1938 por travestismo y encarcelado en el campo de concentración de Lichtenburg. Sin embargo, en octubre de 1938, él también fue liberado. Le restituyeron su pase de travesti e incluso le concedieron un permiso especial de la Gestapo para seguir vistiendo ropa de hombre y usando un nombre masculino; aunque se le prohibió usar baños públicos mientras vistiera ropa de hombre.
Existen muchas preguntas abiertas sobre el encarcelamiento de personas trans en los campos de concentración nazis. Se desconoce, por ejemplo, cuántas personas trans fueron asesinadas en los campos de concentración. Algunos registros sobre personas trans enviadas a los campos de concentración son vagos y poco claros. En el caso de Toni Simon, una mujer trans alemana y propietaria de un club, el documento final de su expediente la califica de «peligro para la juventud» y recomienda su envío a un campo de concentración como «absolutamente necesario», sin más información sobre su destino. Fritz Kitzing, un individuo al que se le asignó el sexo masculino al nacer, pero que tenía una identidad de género femenina o masculina en diferentes momentos de su vida, fue denunciado por uno de sus vecinos en 1935 como trans y encarcelado sin juicio en Lichtenburg y posteriormente en Sachsenhausen tras ser etiquetado como «travesti de la peor calaña» por la Gestapo. Fue liberado en 1938 pero fue arrestado nuevamente bajo el cargo de «propaganda atroz» por enviar una carta detallando sus experiencias en los campos de concentración a un amigo en Londres. Desde entonces no se sabe nada más de esta persona.

## Reconocimiento y recuerdo

### Reconocimiento
La lucha por el reconocimiento legal y por sus derechos igualitarios es un movimiento continuo, pero fueron reconocidas y más aceptadas a partir de finales del siglo XX. En 2023, la historiadora Laurie Marhoefer señaló: «Hasta hace algunos años, había poca investigación sobre las personas trans durante el régimen nazi». Por lo tanto, no fue hasta las décadas de 2010 y 2020 que las personas trans comenzaron a ser reconocidas como víctimas del nazismo y del Holocausto.
El 23 de junio de 2017, el Parlamento alemán votó a favor de indemnizar a las víctimas del artículo 175. Las personas afectadas por la ley vieron revocadas sus condenas y recibieron reparaciones en daños de 3.000 € (3.350 USD) más 1.500 € (1.675 USD) adicionales por cada año de prisión.
El 27 de enero de 2023, el gobierno alemán dedicó su conmemoración anual en memoria del Holocausto a las víctimas LGBTQ+ del Holocausto. Fue la primera vez que el gobierno alemán reconoció de forma oficial a las personas trans como víctimas del Holocausto. En el discurso de la conmemoración la presidenta del Parlamento, Bärbel Bas, declaró: «Para nuestra cultura del recuerdo, es importante que contemos las historias de todas las víctimas de la persecución, que hagamos visible su injusticia, que reconozcamos su sufrimiento». Las personas trans también han sido reconocidas o conmemoradas como víctimas del Holocausto por la Campaña de Derechos Humanos, Amnistía Internacional, el Parlamento Europeo, el Museo del Patrimonio Judío, y las Naciones Unidas.

### Negacionismo
En 2022, el Tribunal Regional de Colonia dictaminó que negar que las personas trans fueran víctimas del nazismo se calificaba como «negación de los crímenes nazis», algo que en Alemania puede ser procesado como delito. El fallo fue resultado de la demanda civil por difamación de la bióloga alemana Marie-Luise Vollbrecht, quien alegó difamación contra la Sociedad Alemana para la Identidad Trans y la Intersexualidad por su respuesta a los comentarios que hizo indicando que las personas trans no habían sido «verdaderas víctimas» del Holocausto. El tribunal finalmente dictaminó que debía aceptar la respuesta dada a sus comentarios que la etiquetaban como negacionista. Laurie Marhoefer realizó una declaración sobre el caso que finalmente no se presentó ante el tribunal, en la que escribió «aunque [la información] está algo desorganizada, y la raza era un factor en ello, se puede apreciar un patrón de violencia y opresión estatal motivado por una hostilidad específica hacia las personas trans».
El 13 de marzo de 2024, la autora J. K. Rowling tuiteó una serie de respuestas a una crítica anónima que argumentaba que Rowling defendía los ideales nazis en su postura sobre los derechos de las personas trans. En estos tuits, Rowling sostenía que las personas trans no fueron víctimas del Holocausto. Esto provocó que más gente la acusara de negacionismo del Holocausto. El 14 de marzo de 2024, Rowling respondió a las acusaciones en una publicación en su sitio web personal, calificándolas de «infundadas y repugnantes» y afirmando que «siempre había sido una firme defensora de la comunidad judía».

## Obras citadas

### Libros
- Bartrop, Paul R.; Dickerman, Michael (2017). The Holocaust: An Encyclopedia and Document Collection [4 volumes] (en inglés). ABC-CLIO. pp. 457-458. ISBN 978-1-4408-4084-5.
- Beachy, Robert (2014). Gay Berlin: birthplace of a modern identity (en inglés). New York: Alfred A. Knopf. ISBN 978-0307272102.
- Dose, Ralf (2014). Magnus Hirschfeld: The Origins of the Gay Liberation Movement. Monthly Review Press. ISBN 9781583674390.
- Hirschfeld, Magnus (1923). «Die Intersexuelle Konstitution» [The Intersexual Constitution]. Jahrbuch für sexuelle Zwischenstufen [Yearbook for Intermediate Sexual Types] (en alemán).
- Marhoefer, Laurie (2015). Sex and the Weimar Republic: German Homosexual Emancipation and the Rise of the Nazis. University of Toronto Press.
- Meyerowitz, Joanne (2009). How Sex Changed: A History of Transsexuality in the United States. Harvard University Press. ISBN 9780674040960.
- Newsome, William Jake. (2022). Pink Triangle Legacies: Coming Out in the Shadow of the Holocaust. Cornell University Press. ISBN 9781501765506. doi:10.1515/9781501765506.
- Whisnant, Clayton J. (2012). Queer Identities and Politics in Germany: A History, 1880–1945. Springer. ISBN 9781939594099.
- Wolff, Charlotte (1986). Magnus Hirschfeld: A Portrait of a Pioneer in Sexology. Quartet Books. ISBN 0-7043-2569-1.

### Artículos
- Ashton, Bodie A (21 December 2023). «The Parallel Lives of Liddy Bacroff: Transgender (Pre)History and the Tyranny of the Archive in Twentieth-Century Germany». German History 42 (1): 79-100. doi:10.1093/gerhis/ghad071.
- Bauer, Heike (2017). The Hirschfeld Archives: Violence, Death, and Modern Queer Culture (en inglés). Philadelphia: Temple University Press. ISBN 978-1439914335. doi:10.17613/M6M20D. Consultado el 8 July 2018.
- Bhinder, Jasmine; Upadhyaya, Prashant (2021). «Brief History of Gender Affirmation Medicine and Surgery». Urological Care for the Transgender Patient. pp. 249-254. ISBN 978-3-030-18532-9. doi:10.1007/978-3-030-18533-6_19.
- Caplan, Jane (1 October 2011). «The Administration of Gender Identity in Nazi Germany». History Workshop Journal 72 (1): 173-174. PMID 22206119. doi:10.1093/hwj/dbr021.
- Crocq, Marc-Antoine (6 December 2021). «How gender dysphoria and incongruence became medical diagnoses – a historical review». Dialogues in Clinical Neuroscience (en inglés) 23 (1): 44-51. ISSN 1958-5969. PMC 9286744. PMID 35860172. doi:10.1080/19585969.2022.2042166.
- «Transidentities: the History of a Category». Encyclopédie d'histoire numérique de l'Europe. 22 de junio de 2020. Consultado el 4 de abril de 2024.
- Fisher, Kate; Funke, Jana (February 2016). «Sexual science beyond the medical». The Lancet 387 (10021): 840-841. PMID 26977480. doi:10.1016/S0140-6736(16)00517-1.
- «Magnus Hirschfeld». Holocaust Encyclopedia. United States Holocaust Memorial Museum. 17 December 2021. Consultado el 31 de marzo de 2024.
- Li, Alison (11 de diciembre de 2023). «Harry Benjamin and the birth of transgender medicine». Canadian Medical Association Journal 195 (48): E1665-E1667. PMC 10718274. PMID 38081632. doi:10.1503/cmaj.231436.
- Marhoefer, Laurie (2016). «Lesbianism, Transvestitism, and the Nazi State: A Microhistory of a Gestapo Investigation, 1939–1943». The American Historical Review 121 (4): 1167-1195. doi:10.1093/ahr/121.4.1167.
- . 134th Annual Meeting American Historical Association. 3-6 de enero de 2020.
- Marhoefer, Laurie (December 2023a). «Transgender Life and Persecution under the Nazi State: Gutachten on the Vollbrecht Case». Central European History 56 (4): 599. doi:10.1017/S0008938923000468.
- Micheler, Stephen (2008). «Zeitschriften, Verbände und Lokale.». Consultado el 31 de marzo de 2024.* Polly, Nicole J (2011). «Understanding the transsexual patient: culturally sensitive care in emergency nursing practice». Advanced Emergency Nursing Journal 33 (1): 55-64. PMID 21317698. doi:10.1097/TME.0b013e3182080ef4.
- Nunn, Zavier (2022). «Trans Liminality and the Nazi State». Past and Present 260: 123-157. doi:10.1093/pastj/gtac018.
- Nunn, Zavier (August 2023). «Against anticipation, or, camp reading as reparative to the trans feminine past: A microhistory in Nazi-Era Vienna». Gender & History 36 (1): 191-207. doi:10.1111/1468-0424.12721.
- Sutton, Katie (2012). ««We Too Deserve a Place in the Sun»: The Politics of Transvestite Identity in Weimar Germany». German Studies Review 35 (2): 348. doi:10.1353/gsr.2012. a478043 |doi= incorrecto (ayuda). Archivado desde el original el 29 de marzo de 2023. Consultado el 17 de enero de 2023.
- Vicente, Marta V (23 de septiembre de 2021). «The Medicalization of the Transsexual: Patient-Physician Narratives in the First Half of the Twentieth Century». Journal of the History of Medicine and Allied Sciences 76 (4): 392-416. ISSN 0022-5045. PMID 34553224. doi:10.1093/jhmas/jrab037. Archivado desde el original el 2 de julio de 2023. Consultado el 26 de marzo de 2023.

### Prensa
- Anarte, Enrique (27 de enero de 2023). «German parliament remembers LGBTQ+ victims of the Nazis». Reuters (Berlin, Germany). Consultado el 16 de marzo de 2023.
- Connelly, Irene Katz (7 de junio de 2023). «It was a pioneering trans library — until the Nazis burned it». The Forward (en inglés). Archivado desde el original el 26 de octubre de 2023. Consultado el 14 de marzo de 2024.
- Caraballo, Alejandra (21 de junio de 2023). «To protect gender-affirming care, we must learn from trans history». harvardpublichealth. org. Harvard Public Health. Consultado el 31 de marzo de 2024.
- Fox, Mira (13 de marzo de 2024). «It wasn't just the goblins — is J.K. Rowling doing Holocaust denial now?». The Forward (en inglés). Archivado desde el original el 14 de marzo de 2024. Consultado el 14 de marzo de 2024.
- «German parliament spotlights Nazis' LGBTQ victims for first time» (en inglés). France 24. 27 de enero de 2023. Archivado desde el original el 14 de marzo de 2024. Consultado el 14 de marzo de 2024.
- Hayes, Britt (13 de marzo de 2024). «J.K. Rowling's Transphobia Hits a New Low With Holocaust Denial». The Mary Sue (en inglés). Archivado desde el original el 14 de marzo de 2024. Consultado el 14 de marzo de 2024.
- «Holocaust Memorial Day Trust | 6 May 1933: Looting of the Institute of Sexology» (en inglés). Holocaust Memorial Day Trust. 13 de marzo de 2024. Archivado desde el original el 13 de marzo de 2024. Consultado el 14 de marzo de 2024.
- Hutton, Alice (25 December 2018). «Gay Life in Berlin Is Starting to Echo a Darker Era». The Atlantic (en inglés). Archivado desde el original el 14 de marzo de 2024. Consultado el 14 de marzo de 2024.
- Kuhrt, Aro (1 de junio de 2015). «Das Eldorado». Berlin Street (en de-DE). Archivado desde el original el 29 de julio de 2015. Consultado el 31 de marzo de 2024.
- Lim, Megan (1 de marzo de 2023). «A pioneering gender-affirming health institute opened in 1919 in Berlin» (en inglés). NPR. Archivado desde el original el 16 de septiembre de 2023. Consultado el 14 de marzo de 2024.
- Marhoefer, Laurie (6 de junio de 2023b). «Historians are learning more about how the Nazis targeted trans people». The Conversation (en inglés). Archivado desde el original el 8 de junio de 2023. Consultado el 14 de marzo de 2024.
- «Morta Lucy Fasani, l'unica transessuale sopravvissuta ai campi di concentramento nazisti: aveva quasi 99 anni». Il Messaggero (en italiano). 22 de marzo de 2023. Archivado desde el original el 14 de marzo de 2024. Consultado el 14 de marzo de 2024.
- «Transgender Experiences in Weimar and Nazi Germany» (en inglés estadounidense). Museum of Jewish Heritage. 3 de junio de 2022. Archivado desde el original el 28 de junio de 2023. Consultado el 19 de junio de 2023.
- Romano, Aja (14 de marzo de 2024). «Is J.K. Rowling transphobic? Let's let her speak for herself.». Vox (en inglés). Archivado desde el original el 16 de marzo de 2024. Consultado el 16 de marzo de 2024.
- Rosenkranz, Bernhard. «Liddy Bacroff (Heinrich Habitz)». raumdernamen. mauthausen-memorial. org (en inglés). Mauthausen Concentration Camp Memorial. Archivado desde el original el 14 de marzo de 2024. Consultado el 14 de marzo de 2024.
- Rowling, Joanne (14 de marzo de 2024). «Statement from J.K. Rowling, 14th de marzo de 2024». jkrowling. com. Consultado el 7 de abril de 2024.
- Schillace, Brandy (10 de mayo de 2021). «The Forgotten History of the World's First Trans Clinic». Scientific American (en inglés). Archivado desde el original el 13 de marzo de 2024. Consultado el 14 de marzo de 2024.
- Steinkopf-Frank, Hannah (7 de junio de 2023). «Publishing Queer Berlin». JSTOR Daily. Consultado el 31 de marzo de 2024.
- «Was wurde aus Dora?» [What became of Dora?]. Tagesschau (en alemán). 29 de mayo de 2023. Archivado desde el original el 5 de junio de 2023. Consultado el 9 August 2023.
- «Prozess um Tweet zu NS-Verbrechen: Umstrittene Biologin der Berliner Humboldt-Uni unterliegt vor Gericht». Der Tagesspiegel (en de-DE). 11 de noviembre de 2022. Archivado desde el original el 31 de marzo de 2023. Consultado el 14 de marzo de 2024.
- Thomasy, Hannah (28 de marzo de 2022). «A Rose for Dora Richter». Proto Magazine (Massachusetts General Hospital). Consultado el 4 de abril de 2024.
- «Paragraph 175 and the Nazi Campaign against Homosexuality». The United States Holocaust Memorial Museum. Archivado desde el original el January 12, 2023. Consultado el 12 de marzo de 2023.

## Lectura adicional
- Evans, Jennifer; Mailänder, Elissa (2021). «Cross-dressing, Male Intimacy and the Violence of Transgression in Third Reich Photography». German History 39 (1): 54-77. doi:10.1093/gerhis/ghaa031.
- Herrn, Rainer (2013). «Transvestitismus in der NS-Zeit – Ein Forschungsdesiderat». Zeitschrift für Sexualforschung 26 (4): 330-371. doi:10.1055/s-0033-1356172.
- Herrn, Rainer (2014). «In der heutigen Staatsführung kann es nicht angehen, daß sich Männer in Frauenkleidung frei auf der Straße bewegen.». Homosexuelle im Nationalsozialismus (en alemán). De Gruyter Oldenbourg. pp. 101-106. ISBN 978-3-486-85750-4. doi:10.1524/9783486857504.101.
- Gershon, Livia (18 de noviembre de 2018). «Gender Identity in Weimar Germany». JSTOR Daily (en inglés). Archivado desde el original el 5 de enero de 2019. Consultado el 14 de marzo de 2024.
- «Everyday Encounters with Fascism: Photo of the Eldorado Club». The United States Holocaust Memorial Museum. Consultado el 12 de abril de 2023.
- Tracey, Liz (31 de mayo de 2023). «90 Years On: The Destruction of the Institute of Sexual Science». JSTOR Daily (en inglés). Archivado desde el original el 14 de marzo de 2024. Consultado el 14 de marzo de 2024.
- Wills, Matthew (8 July 2022). «Visualizing Trans Identities». JSTOR Daily (en inglés). Archivado desde el original el 14 de marzo de 2024. Consultado el 14 de marzo de 2024.